# Ligne de Sens à Égreville
La ligne Sens à Égreville est une ancienne ligne de chemin de fer départementale à voie métrique entre Sens et Égreville exploitée par la Compagnie des Chemins de Fer d’intérêt Local de l’Yonne (CFY) puis par la  Compagnie de chemins de fer départementaux (CFD) et enfin par la Compagnie des Chemins de fer du Gâtinais.

## Histoire
Les cantons du nord ouest de l’Yonne souhaitent la construction d’un chemin de fer pour relier Sens à Egreville, cette dernière étant déjà une gare, depuis 1889, de la ligne Montereau  à Château-Landon. Par ce nouveau transport le canton de Chéroy pense favoriser sa culture sucrière, Brannay Villebougis et Saint-Sérotin espèrent l’essor de ses briqueteries et tuileries… En résumé, chaque commune pense au développement économique de sa région.
Une convention interdépartementale, entre l’Yonne  et la Seine-et-Marne  est signée en 1896 pour les 4,8 km situés dans ce dernier département. 
Par arrêté du 10 novembre 1897, le préfet de l'Yonne, Jacques Faure de Beauregard, autorise « les agents du service vicinal à procéder à toutes les opérations et à pénétrer dans les propriétés privées, même closes, pour la levée des plans et les nivellements ».
En 1899 le Conseil Général fixe le tracé de Sens à Égreville, composé de 8 gares, 2 haltes et 4 arrêts facultatifs.
La déclaration d’utilité publique est prononcée le 13 décembre 1898. La concession de la ligne est attribuée à La Compagnie des Chemins de Fer d’intérêt Local de l’Yonne (CFY) qui reçoit également la ligne de Joigny à Toucy.
Après 2 ans de travaux, la ligne est inaugurée le 10 novembre 1901. Deux trains circulent chaque jour dans chaque sens. Le temps de parcours est de 2 heures. 
En 1910, à la demande du Conseil Général, de nouveaux horaires sont mis en place et le temps de trajet n’est plus que de 1h30. Mais les passagers regrettent les retards fréquents dus à la manutention des marchandises dans les trains mixtes voyageurs et marchandises. 
En 1923, désignation d’un nouveau concessionnaire, la CFD.
Dès 1928, le déficit croissant de cette ligne pousse les autorités à rechercher des économies.  En 1933, deux automotrices sont mises en service pour remplacer les locomotives à vapeur trop couteuses. L’atelier de Sens est supprimé et regroupé à Egreville. 
Le nombre de voyageurs sur la ligne décline, de 71 000 en 1931, il descend à 47 000 en 1936.
Même constat pour les marchandises qui de 25 000 tonnes en 1931 passent à 19 000 tonnes en 1936. 
Le Conseil Général prononce la fin d’exploitation au 31 décembre 1938. 
Mais le manque de transports se fait sentir dès le début du conflit de 39-45. La Coopérative Agricole de Saint-Valérien signe une convention d’affermage sous le nom de Chemins de fer du Gâtinais, pour exploiter la ligne Sens Egreville : la ligne voyageurs et marchandises est remise en service en novembre 1939.
Après des exercices excédentaires de 1941 à 1943, en 1944 apparaît un déficit important. 
La concurrence de la route se fait de plus en plus sentir, d’autant plus que l’exploitation de la ligne se dégrade à cause d’un mauvais état de la voie. Il faut compter 2h25 pour effectuer le trajet Sens Egreville. Le 31 mars 1948, les  Chemins de fer du Gâtinais sont mis en liquidation judiciaire et cessent toute exploitation.
La Sucrerie de Souppes-sur-Loing  demande à utiliser sous un régime d’embranchement industriel  la section Chéroy - Égreville, une convention est signée en octobre 1948.
Cette convention n’est pas reconduite le 1er janvier 1956, la ligne est alors définitivement fermée. Le 26 novembre 1956 le conseil général demande la dépose de la voie.

## Caractéristiques

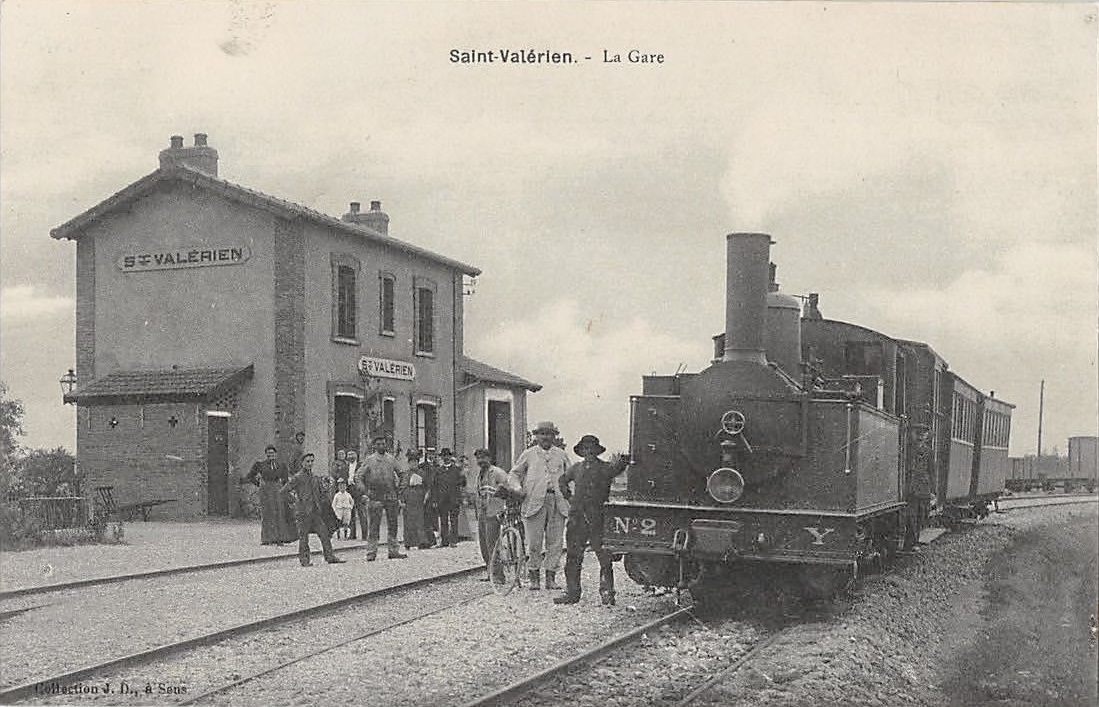
En gare de Saint-Valérien.

Cette ligne compte peu d’ouvrages d’art, en raison de l’absence d’obstacles naturels. Deux ponts ont été construits pour passer deux  petites rivières, et un autre a été nécessaire pour permettre le franchissement des voies du PLM près de Sens à Saint-Martin du Tertre.  Ce pont métallique n’existe plus.
La gare de Sens se situe à côté de la gare PLM, avenue Vauban. Elle est aujourd’hui détruite, à son emplacement un immeuble de bureaux occupé par la Chambre de commerce de Sens.
Une nouvelle gare est construite à Égreville, à côté de l’ancienne construite pour la ligne de Montereau à Château-Landon. On y a aussi adjoint de grands ateliers et remises. Les gares d’Égreville sont aujourd’hui détruites, seuls subsistent les bâtiments des ateliers.
Au XXIe siècle, en de nombreux endroits, on peut suivre le tracé par des chemins vicinaux et admirer les gares souvent restaurées et transformées en habitations.

## Matériel roulant

### Matériel moteur
Quatre locomotives Pinguely  ont circulé de 1901 à 1933. En 1933, elles ont été partiellement remplacées par 2 autorails De Dion-Bouton.  

### Matériel remorqué
Il se compose de 11 voitures à voyageurs et 30 wagons à marchandises.